# Pohořský zerav
Pohořský zerav je památný zerav obrovský, který roste v zaniklé osadě Schwarzviertel u Pohoří na Šumavě. Obvodem kmene (480 cm) jde o nejmohutnější památný zerav obrovský v Česku. Nachází se u polní cesty z Pohoří k prameništi Pohořského potoka, u kříže.

## Základní údaje
- název: Pohořský zerav
- výška: 30 m[1]
- obvod: 480 cm[1]
- stáří: přes 100 let